# 格莱兹河畔热讷
格莱兹河畔热讷（法語：Gennes-sur-Glaize，法語發音：[ʒɛn syʁ ɡlɛz]）是法国马耶讷省的一个旧市镇，属于贡捷堡区。2019年，格莱兹河畔热讷与市镇隆格菲合并为新市镇热讷-隆格菲，格莱兹河畔热讷为新市镇行政中心。

## 地理
格莱兹河畔热讷（47°51'14"N, 0°36'30"W）面积25.97 平方千米，位于法国卢瓦尔河地区大区马耶讷省，该省份为法国西北部内陆省份，北起芒什省和奧恩省，西接伊勒-维莱讷省，南至曼恩-卢瓦尔省，东临萨尔特省。
与格莱兹河畔热讷接壤的市镇（或旧市镇、城区）包括：阿泽、比耶内、沙特兰、弗罗芒蒂耶尔、格雷昂布埃尔、隆格菲。

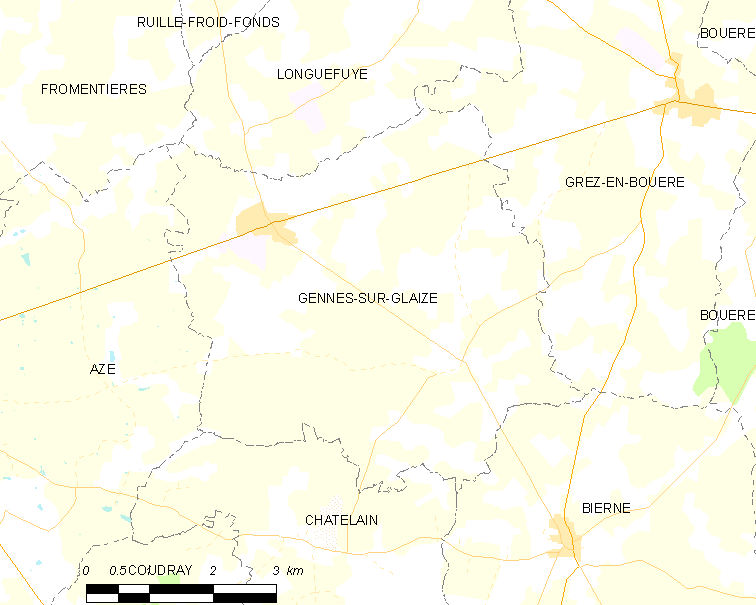
格莱兹河畔热讷的OSM定位图

格莱兹河畔热讷的时区为UTC+01:00、UTC+02:00（夏令时）。

## 行政
格莱兹河畔热讷的邮政编码为53200，INSEE市镇编码为53104。

## 政治
格莱兹河畔热讷所属的省级选区为马耶讷河畔贡捷堡第一县。

## 人口

1962-2008年间格莱兹河畔热讷人口变化图示

格莱兹河畔热讷于2018年1月1日时的人口数量为1004人。